# Liber Sextus
O Liber Sextus, parte do Corpus Iuris Canonici, é uma coleção de normas de direito canônico promulgadas com a bula Sacrosanctae Romanae Ecclesiae em 3 de março de 1298 pelo Papa Bonifácio VIII para integrar o Liber Extra com as novas normas canônicas emitidas a partir de 1234.
Inicialmente, pretendia-se que fosse um apêndice ao Liber Extra de Gregório IX, mas é considerada uma verdadeira coleção, pois está dividida em cinco livros, seguindo o exemplo já fornecido pelas Quinque compilationes antiquae (compostas, em ordem, por Bernardo Balbi, João de Gales, Papa Inocêncio III, João, o Teutônico e Tancredo de Bolonha).
No final da obra aparece, pela primeira vez em uma compilação canônica, um título de regulis iuris (em imitação do Digesto), escrito pelo jurista Dino del Mugello. No entanto, longe de revelar conhecimento do direito canônico, a obra é substancialmente civil, quase um corpo estranho. 
É um livro oficial válido em toda a Igreja Católica.